# Thapa
Pour les articles homonymes, voir Thapa (homonymie).
La peinture Thapa s’exerce au Rajasthan et dans le Nord de Madhya Pradesh. 
Les peintures peintes sur des murs extérieurs sont des compositions très libres mettant en scène le monde animal et floral et l’univers villageois.
Thapa est réalisée aux moments clés du cycle de la vie : Naissance, fiançailles, mariage. Pour la fête hindi Holi et tous les ans au mois de Kartik (mi-octobre mi-novembre, à la fin de la récolte) à l’occasion de la fête du Dipavali, les maisons reçoivent les plus somptueuses décorations et l’on célèbre la déesse Lakshmi en allumant des lampes à huile. Lors d’un mariage, les femmes tracent des signes de bienvenue autour de la porte ; lors des fiançailles, ce sont des motifs de lions et lionnes qui apparaissent sur les murs de la chambre à coucher.
Les Thapa possèdent une grande liberté de ton et de trait, l’originalité de chaque composition reflète le style propre aux femmes d’une même maisonnée. Elles puisent leur inspiration dans leur mémoire collective ainsi que dans la contemplation quotidienne de la nature, qu’elles réinterprètent savamment dans la stylisation du geste pictural.